# Luísa de Anhalt-Dessau
Luísa de Anhalt-Dessau (em alemão:  Luise; Dessau, 21 de agosto de 1709 — Bernburgo, 29 de julho de 1732)  foi uma princesa de Anhalt-Dessau por nascimento, e princesa de Anhalt-Bernburg pelo seu casamento com Vítor Frederico de Anhalt-Bernburgo.

## Família
Luísa foi a segunda filha e sexta criança nascida do príncipe Leopoldo I de Anhalt-Dessau e da princesa Ana Luísa Föhse. 
Os seus avós paternos foram João Jorge II de Anhalt-Dessau e Henriqueta Catarina de Orange-Nassau. Os seus avós maternos foram o boticário da corte, Rudolf Föhse, e Agnes Ohme.
Luísa teve nove irmãos, entre eles: Leopoldo II de Anhalt-Dessau, Dietrich, Maurício, que foi General-marechal de campo, Ana Guilhermina, Leopoldina Maria, Henriqueta Amália, etc.

## Biografia
Apesar do casamento de seus pais ter sido morganático no começo devido a sua mãe ter nascido plebeia, com a elevação da posição de Ana Luísa como princesa do Sacro Império Romano-Germânico, Luísa e todos os seus irmãos foram legitimados pelo imperador Leopoldo I.
Assim, no dia 25 de novembro de 1724, com apenas 15 anos de idade, a princesa Luísa se casou com o príncipe Vítor Frederico, de 24 anos, filho de Carlos Frederico de Anhalt-Bernburgo e de Sofia Albertina de Solms-Sonnenwalde. Os dois eram membros da mesma casa real, a Casa de Ascânia.
Ela apenas teve uma filha, Sofia Luísa, que nasceu em 29 de junho de 1732. Devido a complicações de saúde após o parto, a princesa faleceu um mês depois em 29 de julho de 1732, com apenas 22 dois anos de idade. Luísa foi enterrada na cripta da Igreja do Castelo de São Egídio, em Bernburgo.
Seu viúvo se casou mais duas vezes, e teve descendência.

## Descendência
- Sofia Luísa de Anhanlt-Bernburgo (29 de junho de 1732 – 6 de outubro de 1786), foi esposa de Frederico, Conde de Solms-Baruth, um condado da Baixa Lusácia.